# Chuck Shanklin
Charles Cecil Shanklin, detto Chuck (Indianapolis, 3 settembre 1921 – Avon, 19 agosto 2006), è stato un cestista statunitense, professionista nella NBA.

## Carriera
Giocò per una stagione nella NBL, disputando 30 partite con 3,2 punti di media.